# Bohadschia atra
Bohadschia atra is een zeekomkommer uit de familie Holothuriidae.
De wetenschappelijke naam van de soort werd in 1999 gepubliceerd door Massin, Rasolofonirina, Conand & Samyn.